# برج جوتشي
برج جوتشي أو برج فكر جوتشي (بالهانغل: 주체사상탑، وبالهانجا: 主體思想塔) هو معلم تذكاري مُقام عند نهر تايدونغ في مدينة بيونغيانغ عاصمة كوريا الشمالية، والمسمى تيمناً بفكر جوتشي الذي اعتمده كم إل سونغ في دولته، وقد كُشِفَ عنه في سنة 1982 في عيد ميلاد كم إل سونغ السبعين. يُنسب تصميم البرج إلى كم جونغ إل.

## وصف البرج
يصل ارتفاع البرج إلى مئة وخمسين متراً وفي أعلاه توجد شعلة ذهبية تُنير ليلاً وارتفاعها عشرون متراً فيصل الارتفاع الإجمالي لِلْمَعْلَمْ مئة وسبعين متراً وبذلك يعتبر أطول من نصب واشنطن (Washington Monument) والذي يظاهيه برج جوتشي. يضم البرج أيضاً منصةً للمراقبة مفتوحةً للزوار. يحتوي البرج على 25,550 قالباً من الغرانيت تمثل عدد الأيام التي عاشها كم إل سونغ قبل الكشف عن البرج، والبرج أيضاً مقسمٌ إلى 70 لوحاً من الغرانيت تمثل عدد سنوات كم إل سونغ عند الكشف عن البرج.
في أسفل البرج يوجد تمثال لثلاثة أشخاص يُظهر عاملاً يَرفع مطرقة، ومزارعةً تَرفع منجلاً، ومفكراً يَرفع فرشاة كتابة، وكلهم في نفس الحجم. يمثل هذا التمثال وحدة الشعب الكوري الشمالي في دعمه لحزب العمال الحاكم. هذا التمثال يعتبر شبيهاً بالتمثال السوفييتي العامل والمزارعة النموذجية (بالروسية: Рабо́чий и колхо́зница Rabochiy i Kolkhoznitsa) ولكن هذا التمثال السوفييتي لا يضم المفكر. يحمل حائط البرج أيضاً لوحاتٍ معلقةً عليها لتزينها وهي مقدمة من مجموعات دراسة فكر جوتشي من جميع أنحاء العالم.

## المجسمات المجاورة
توجد ستة مجسمات أيضاً على جانبي البرج والتي تمثل الأفكار الأساسية في فكر جوتشي وهي:

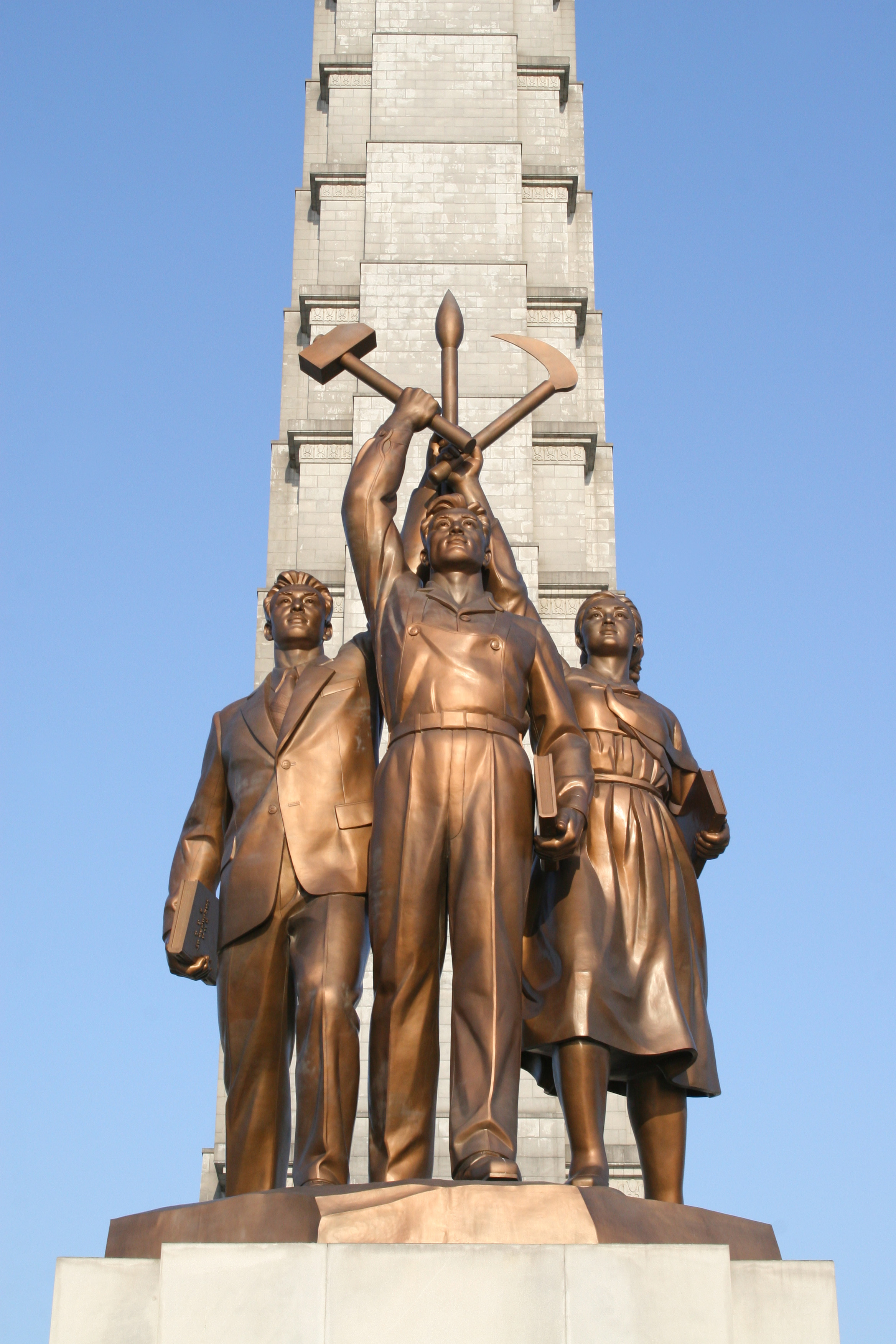
تمثال العامل والمزارعة والمفكر أمام البرج.

| اسم المجسم         | الارتفاع | العرض    | الوزن  | الصورة |
| ------------------ | -------- | -------- | ------ | ------ |
| أرض الحياة المديدة | 8,5 متر  | 11,5 متر | 432 طن |        |
| الحصن المنيع       | 9,5 متر  | 11,5 متر | 420 طن |        |
| صناعة جوتشي        | 10 متر   | 11,5 متر | 600 طن |        |
| أرض الدراسة        | 9,5 متر  | 11,5 متر | 460 طن |        |
| فن جوتشي           | 9,5 متر  | 11,5 متر | 481 طن |        |
| الحصاد الوفير      | 9,8 متر  | 11,5 متر | 700 طن |        |

## الإشارات والمراجع

### الإشارات
1. 1 2 3 4 5 6 7  Andrei Lankov. Page 83.
2. 1 2  Andrei Lankov. Page 83 and 84.
3. 1 2 3  Ronny Mintjens. Page 32 and 33.
4. ↑  Coonan، Clifford (21 أكتوبر 2006). "Kim Jong Il, the tyrant with a passion for wine, women and the bomb". The Independent. مؤرشف من الأصل في 2018-04-08. اطلع عليه بتاريخ 2017-01-20.

## معرض صور

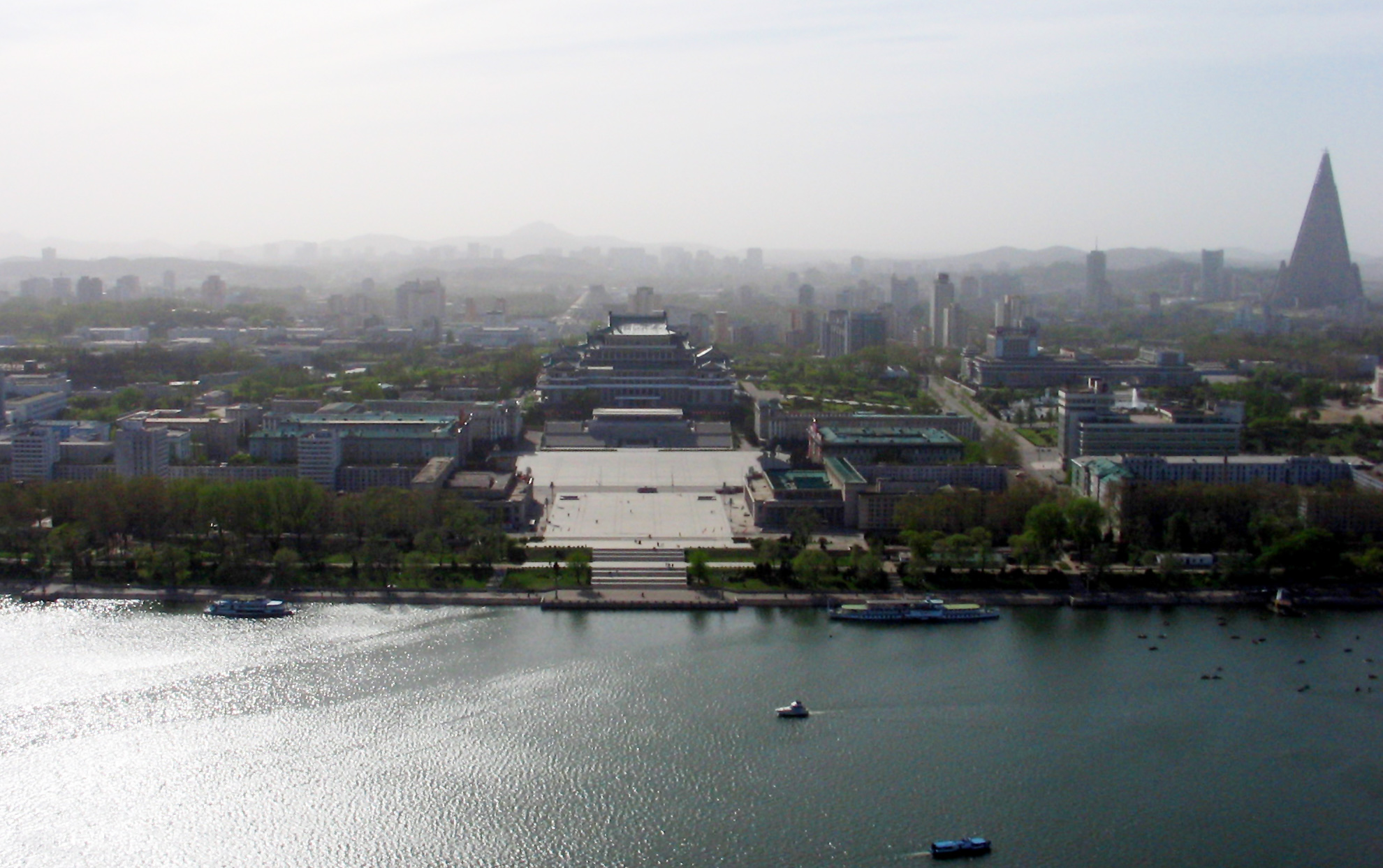
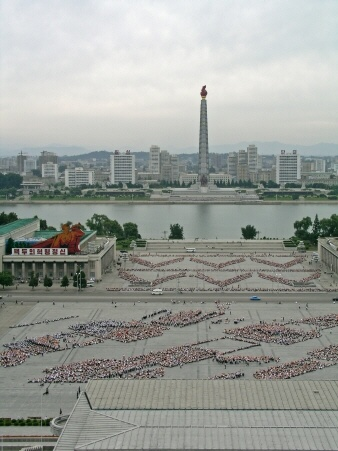
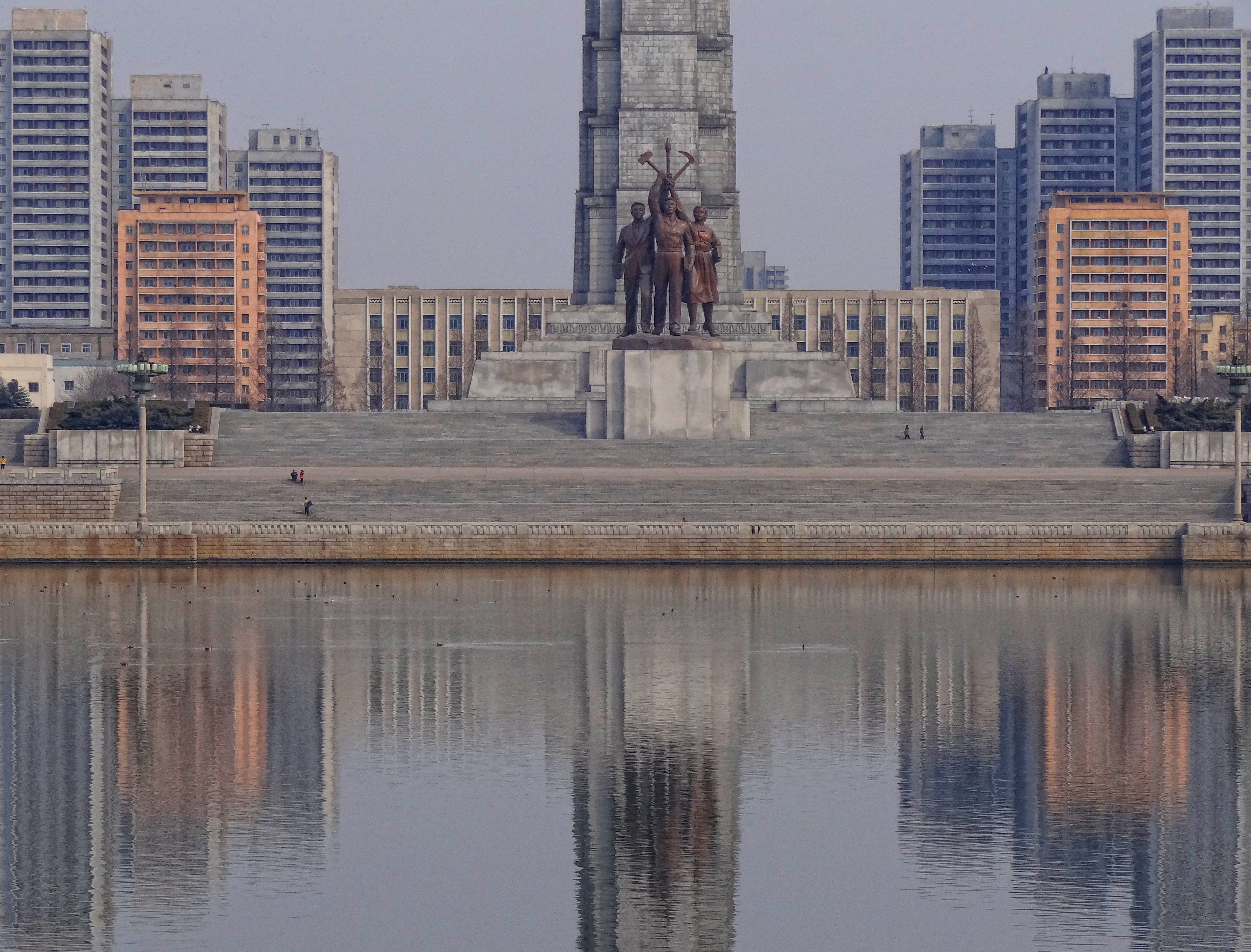